# Corydalis alpestris
Corydalis alpestris là một loài thực vật có hoa trong họ Anh túc. Loài này được C.A.Mey. mô tả khoa học đầu tiên năm 1831.